# Astragalus vesicarius
Astragalus vesicarius är en ärtväxtart som beskrevs av Carl von Linné. Astragalus vesicarius ingår i släktet vedlar, och familjen ärtväxter.

## Underarter
Arten delas in i följande underarter:
- A. v. carniolicus
- A. v. pastellianus
- A. v. vesicarius

## Bildgalleri

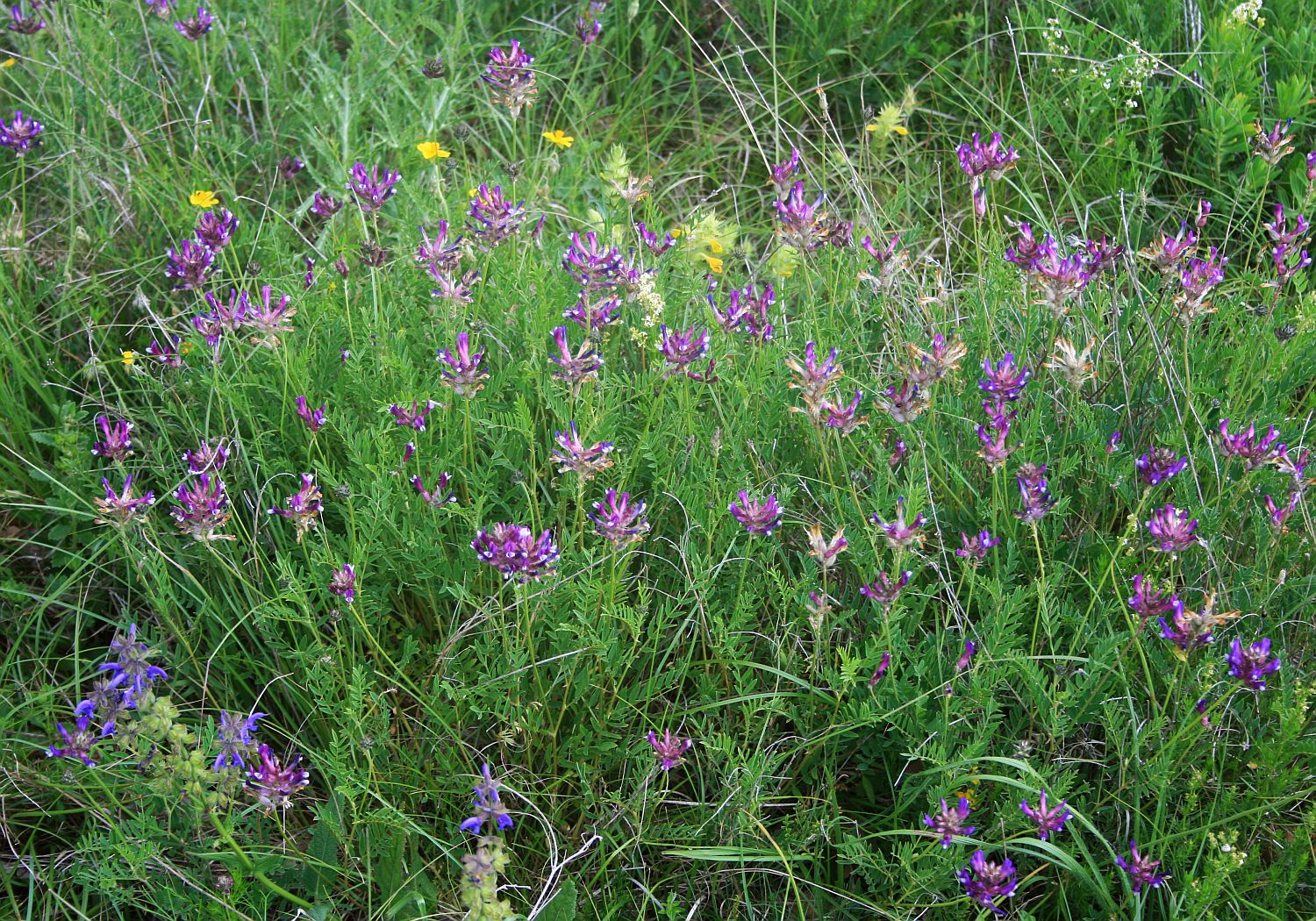
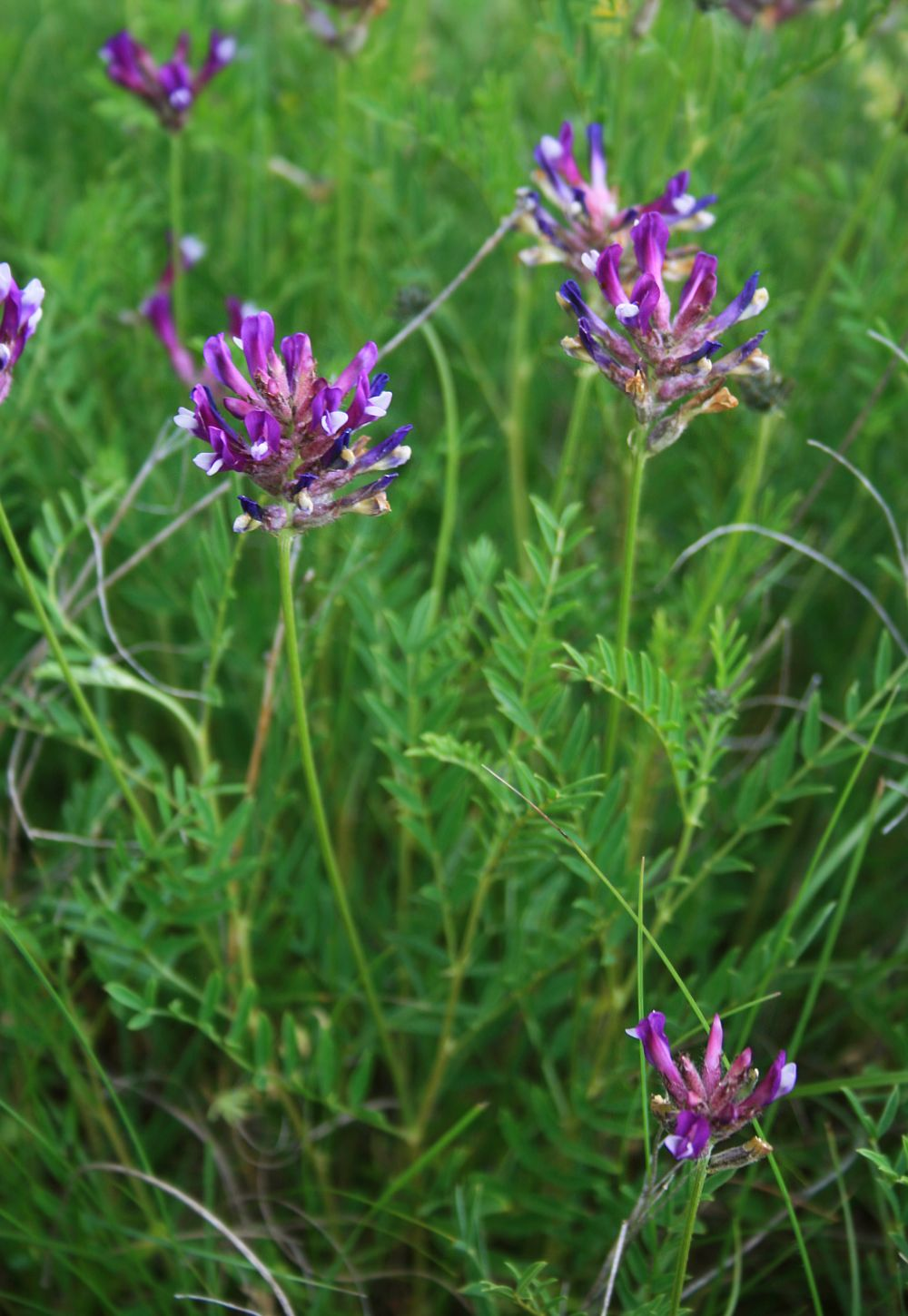
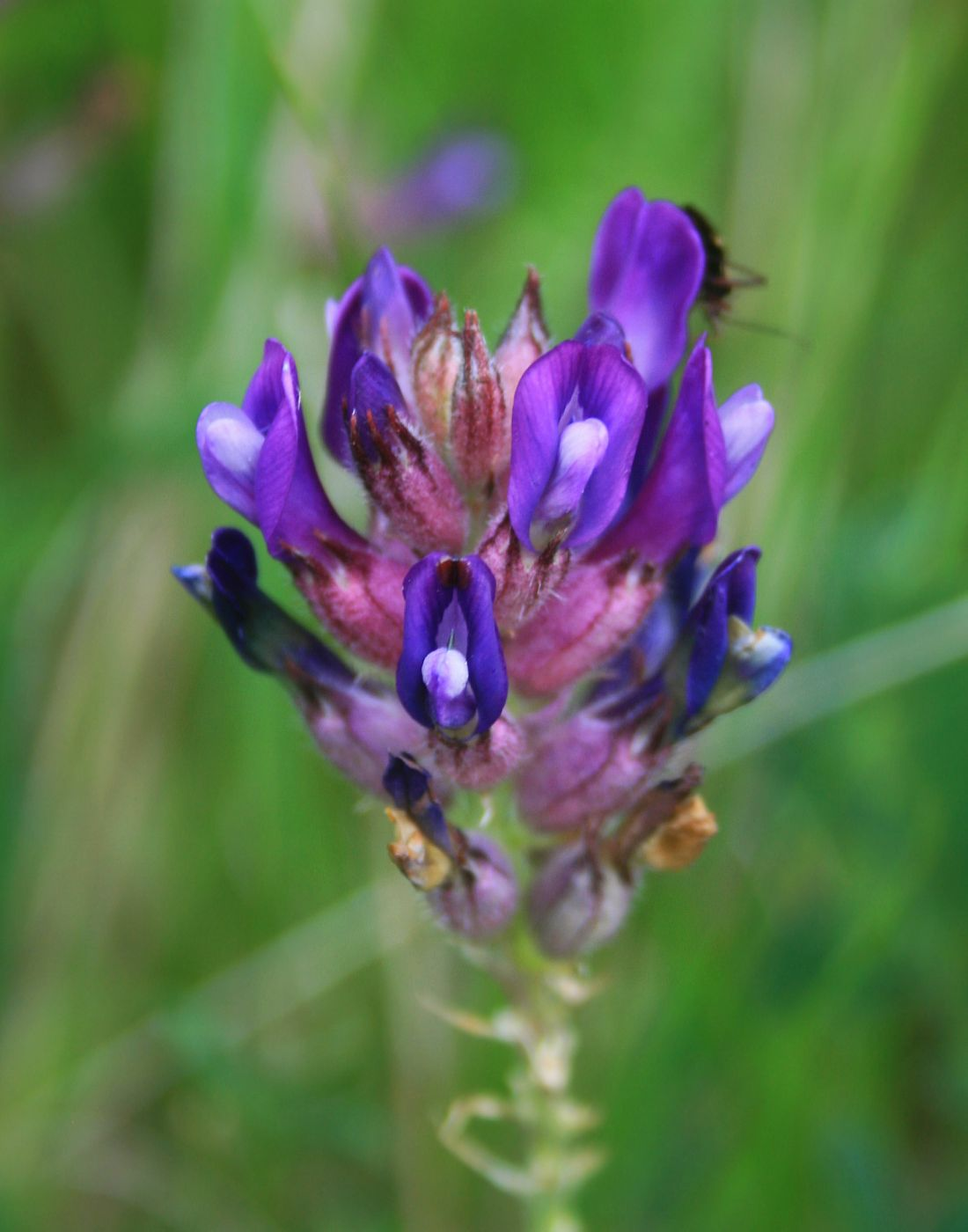
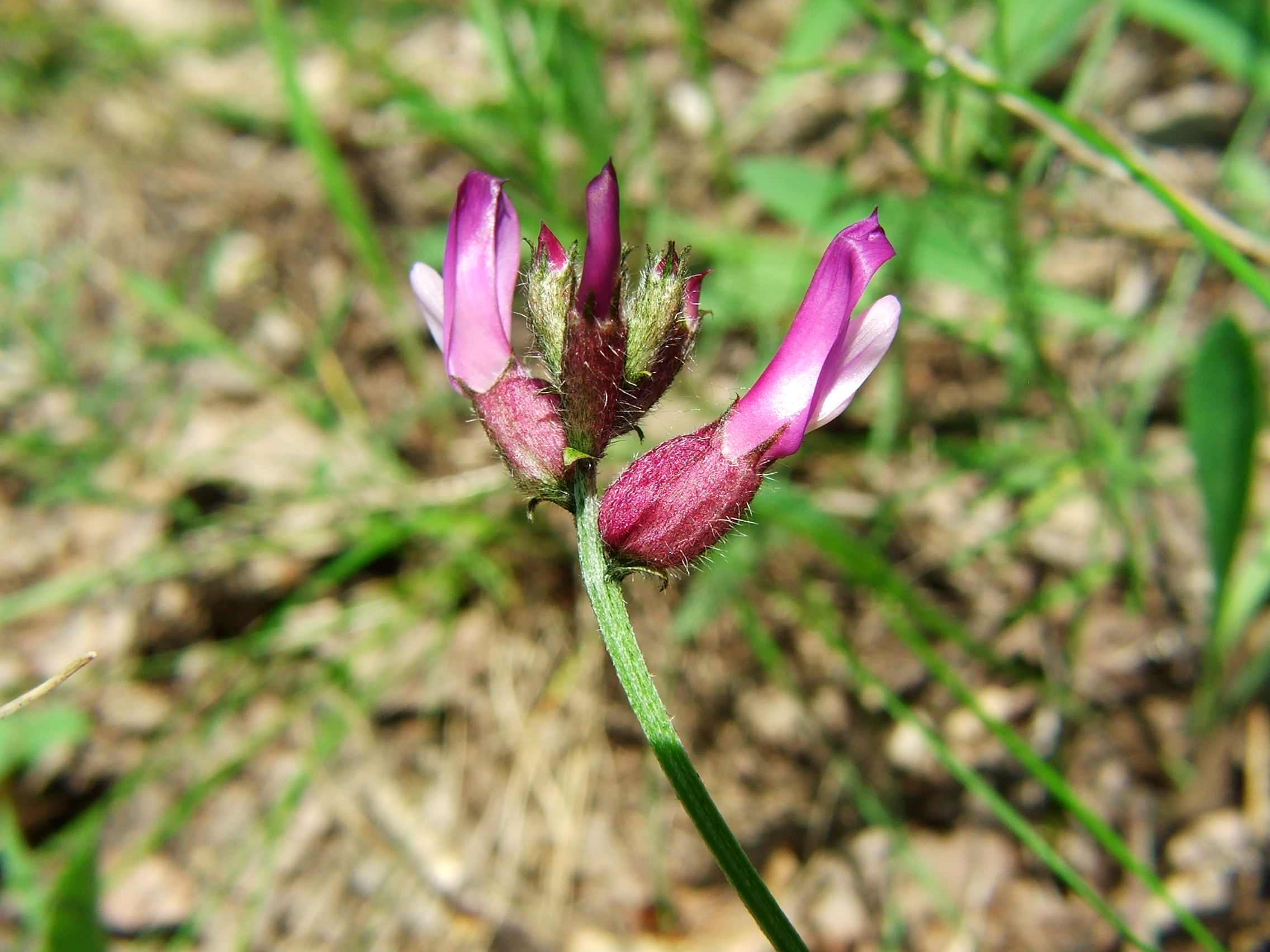